# 江流
江流（1922年7月—2017年1月30日），男，汉族，山东栖霞人，中国科学社会主义理论专家，中国社会科学院研究员、学部委员。曾任中国社会科学院副院长。